# داساراتچاند
داساراتچاند (به لاتین: Dasharathchand) یک شهرداری در نپال است که در سودورپاشچیم پرادش واقع شده‌است. داساراتچاند ۱۷٬۴۲۷ نفر جمعیت دارد.